# 手焙形土器

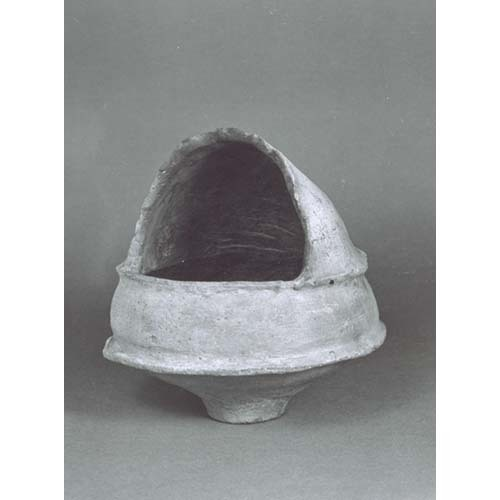
手焙形土器。京都国立博物館蔵。

手焙形土器（てあぶりがたどき）とは、鉢形土器の上に開口のある覆いを付けた形状の弥生土器の一種。手炙形土器と表記されることもある。名称はその姿が手焙火鉢(だるま火鉢)に似ることに因むが、実際は火を用いた祭祀に用いられたと考えられる。ただし、内側に煤が付いてないなど火を使用した痕跡が見られない物も多く、実際にどのような使われ方をしたのかは不明。
1998年現在で716点が確認されており、弥生時代後期後半中葉から古墳時代前期の遺跡から出土し、畿内を中心に群馬県から佐賀県まで全国で出土する。

## 概説
一部の手焙形土器内部から煤の付着が見られる事から内部で火を燃やした事は確実視されるが、出土数は多くない事から日用品ではなく祭祀に用いられた特別な土器と考えられる。出土する遺構別にみると、溝・包含層から破砕された状態で出土することが多い一方で、完形品の出土数では住居が最も多く墳墓（周溝墓や古墳）が続く。これらは1遺構につき1個出土する特徴があり、手焙形土器は集落の共有物ではなく個人の所有物で、完形品の出土傾向から所有者の住居内での保管および所有者の死亡による墳墓への埋納が推定される。また、破砕した状態で出土する場所で祭祀が行われたとする説もあるが、単に廃棄された場所とする説が有力。
出土地は、大阪府と滋賀県を中心に畿内に多く、東西に広く分布している。出土する遺跡の年代と重ね合わせると、まず河内で畿内の土器を祖型として手焙形土器が発生し、その後近江で山背・近江の土器を祖型とした手焙形土器が創作され、時代が降る畿内型と近江型が、畿内を中心とした同心円状に広がっていく様子が復元できる。また、吉備・北陸・山陰など一部地方では在地土器との融合が見られる。地方別にみると、中国地方では岡山県・東海地方では愛知県・関東地方では千葉県の出土数が卓越しており、この傾向は古墳時代前期に前方後円墳・前方後方墳が出現する地域と重なる事が指摘されている。
手焙形土器は、弥生時代後期後半に出現して古墳時代初頭に消滅するが、こうした傾向をもつ土器は他にない。その時期を他の祭祀器物と比較すると、出現期は銅鐸が消滅する時期に重なり、大型古墳の造営と共に消滅していると言える。高橋一夫は、時期と出土地の傾向も合わせると邪馬台国およびヤマト王権を中心とした小国連合で、地的宗儀から天的宗儀へ変わる過渡期の祭祀で用いられた道具と推測している。

## 部分名称と特徴

手焙形土器の部分名称

鉢部
燃料を入れる燃焼部にあたる。縁は畿内型のくの字状口縁と、近江型の受口状口縁の2種が主流。滋賀県では鉢部の外面に煤が付着している例があり、煮炊きをする鉢形土器を転用した可能性がある。多くの鉢部には「突帯」がつけられるが、時代が降ると突帯は失われてゆき全体がダルマ形に近づいていく傾向がある。
覆部
鉢部に被せる部分。三重県蔵持黒田遺跡では、祭祀が行われた状態と考えられる手焙形土器2個がテラス状の遺構から出土しており、屋外で風雨から火を守るために覆いが付けられたと考えられる。覆部は、鉢部がかなり乾燥してから接合されたと考えられ、鉢部と覆部が剥離した状態で発見されることが多い。また、これを克服するために「接合部突帯」あるいは「耳」と呼ばれる補強部材がつけられる事がある。開口部には「面」が付くことがあるが、これは装飾効果を狙ったものと思われ、文様を持つものも多い。
鉢部・覆部ともに、一部には斜線文・山形文・鋸歯文などの文様が記されている。

## 研究史
1969年の『図解考古学辞典』内での解説で小林行雄は、内部に煤の付着を認めるも用途については解らないと保留した。
手焙形土器に関する論考では江谷寛が1971年に発表したものが早い。江谷は、29遺跡33個体を集成して一部の出土で銅鏡などと共伴することから祭祀的なものと推測した。
1985年に岡本欣子は、110遺跡213個体を検証した論文を発表し、これにより研究が進展。岡本は手焙形土器の編年を試みたほか、原則として1遺跡1個体の出土である事から個人の所有物である可能性を指摘。共伴する玉や銅鏡などが埴輪に見られる巫女の装身具と一致する点を指摘し、儀式で火を炊く道具の一種と推測した。
同じ1985年に野藤和也は、美園遺跡から出土した16点の手焙形土器について、鉢部と覆部の接合の違いによる型式分類を行った。野藤も祭祀行為に用いる道具とする一方で、その行為は復元できなかったとしている。
1990年に小竹森直子は、口縁の形状と接合手法による型式分類を発表。あわせて出土が河内と琵琶湖周辺であることを指摘し、近江で普通に用いられていた土器が他の地域で転用され、何らかの意図をもって広範囲に広まった可能性をしてきした。
1992年に中島皆夫も、口縁の形状と接合手法による型式分類と編年案を発表。地域間の差異からその伝播について考察した。
1998年に高橋は手焙形土器について纏め、そのなかでヤマト王権に関連する土器である可能性を指摘した。

## ギャラリー

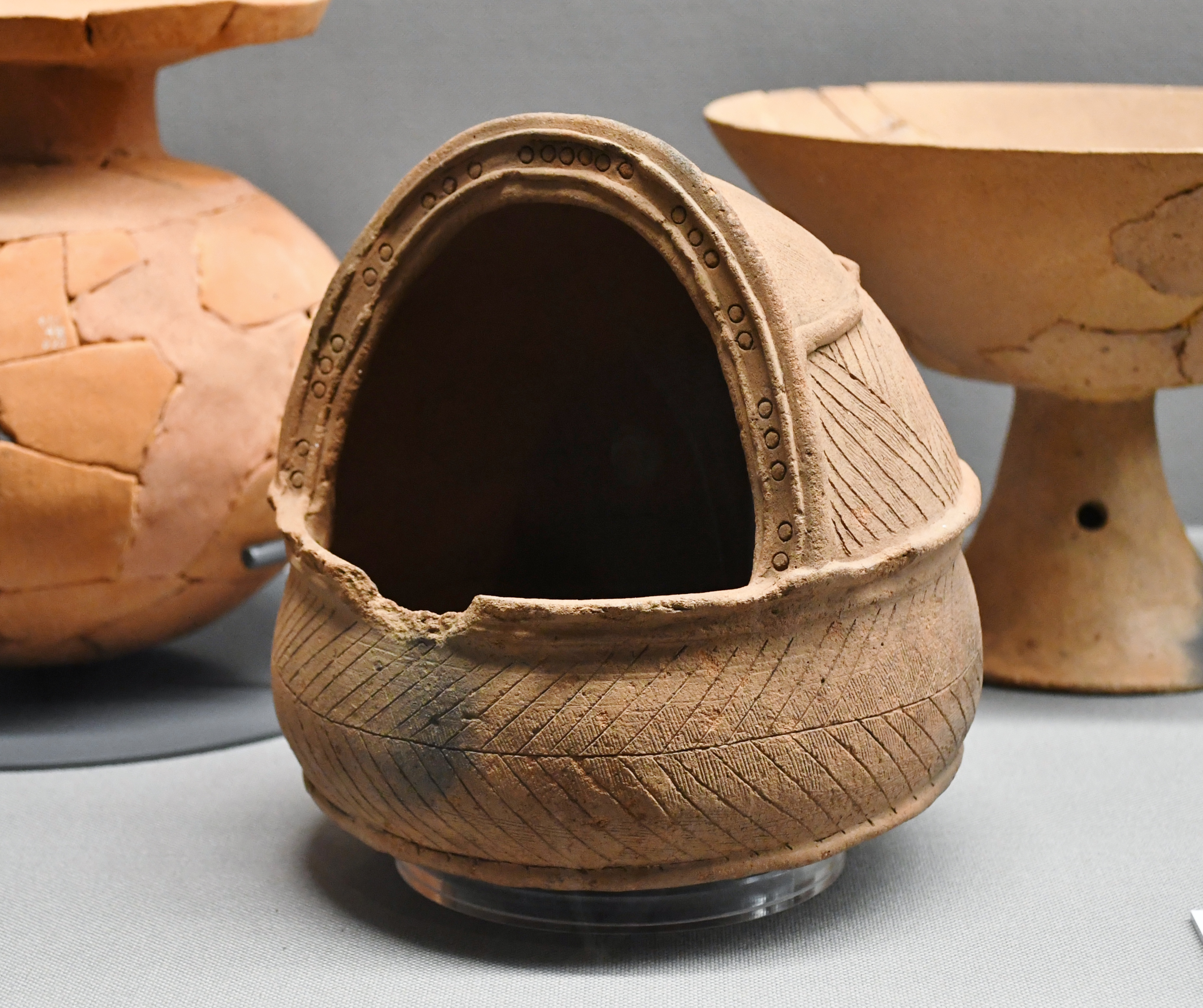
神門3号墳出土品 千葉県市原市。市原歴史博物館展示。
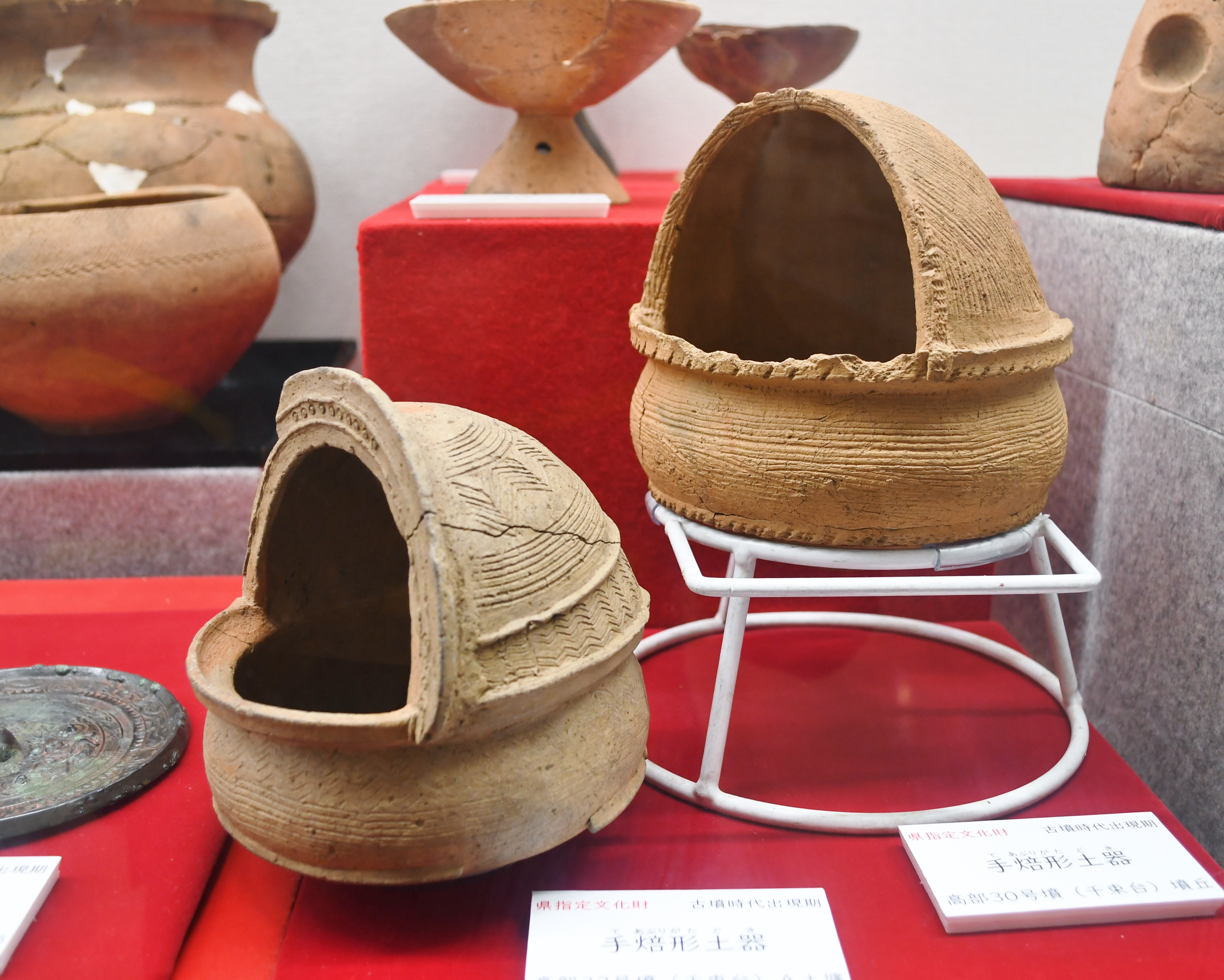
高部30号墳・32号墳出土品 千葉県木更津市。木更津市郷土博物館金のすず展示。
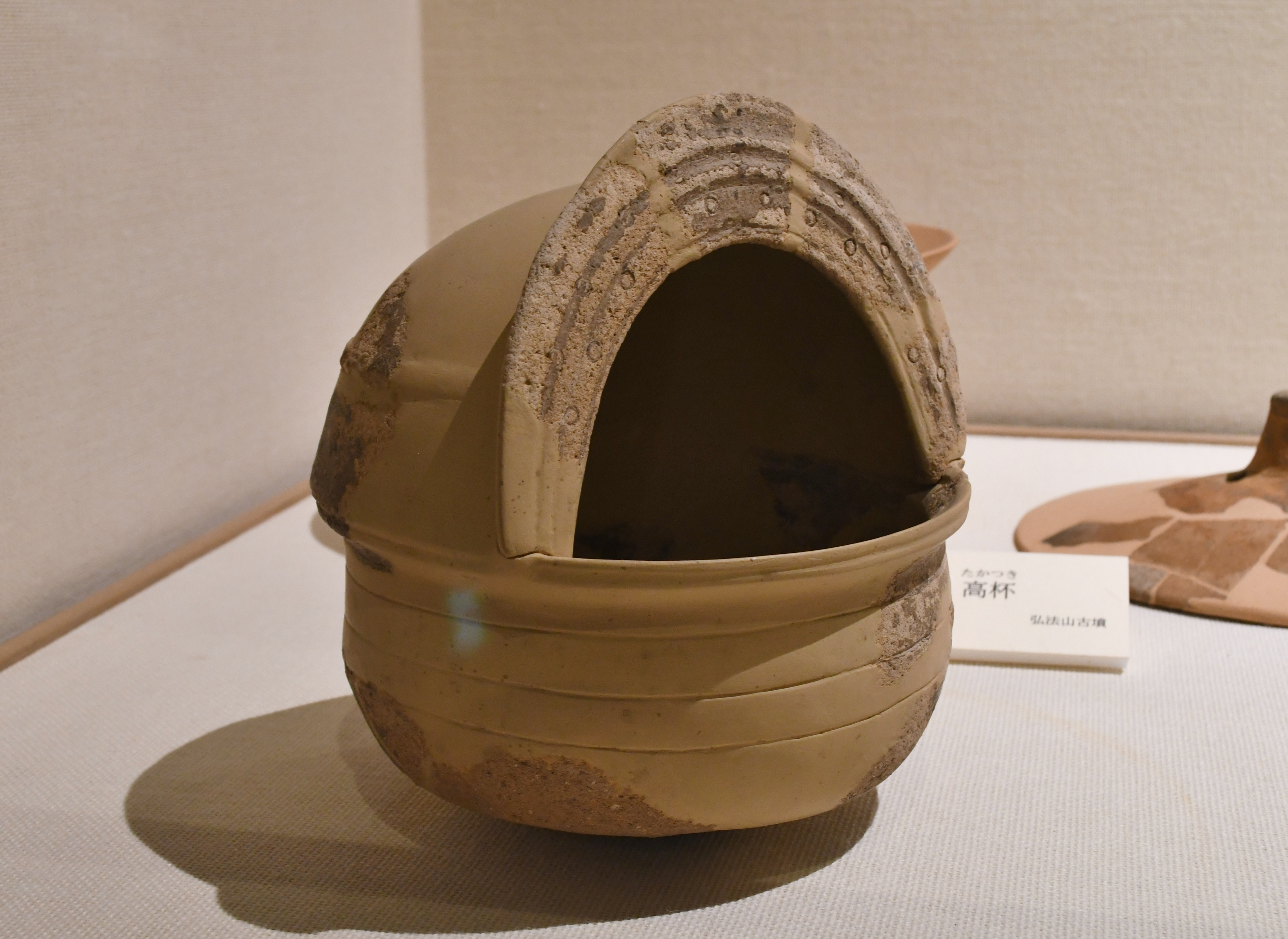
弘法山古墳出土品 長野県松本市。松本市立考古博物館展示。
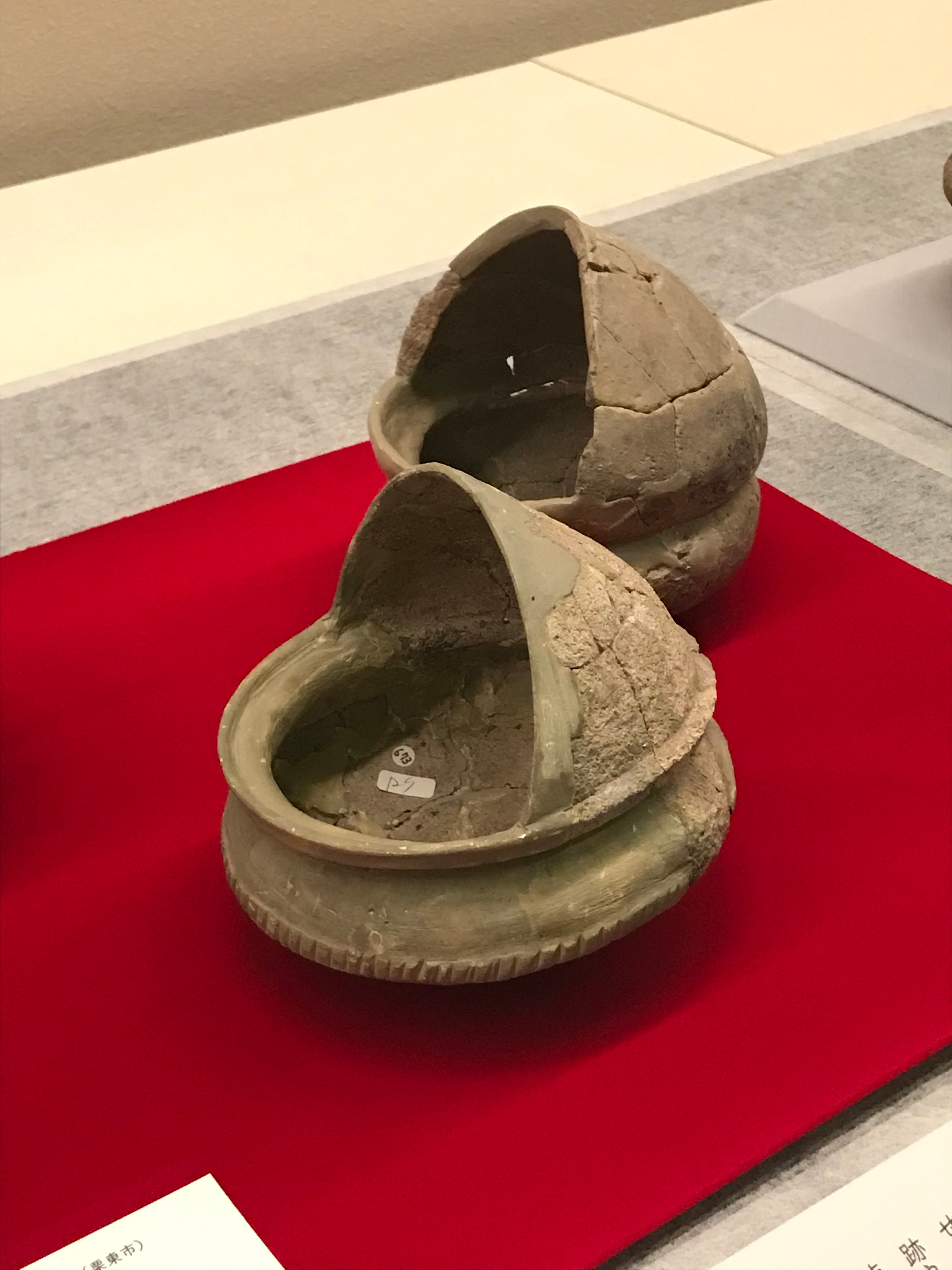
十里遺跡出土品 滋賀県栗東市。滋賀県立安土城考古博物館蔵。